# Extraordinary Measures
Extraordinary Measures (bra: Decisões Extremas; prt: Medidas Extraordinárias) é um filme de drama médico estrelado por Brendan Fraser, Harrison Ford e Keri Russell. Lançado em 22 de janeiro de 2010, foi o primeiro filme produzido pela CBS Films, a divisão cinematográfica da CBS Corporation.
O enredo do filme, que foi adaptado por Robert Nelson Jacobs do livro não-fictício "The Cure: How a Father Raised $100 Million—and Bucked the Medical Establishment—in a Quest to Save His Children" da jornalista Geeta Anand, ganhadora do prémio Pulitzer, conta a história de um casal que forma uma empresa de biotecnologia para desenvolver um medicamento para salvar a vida de dois de seus três filhos, que têm uma doença degenerativa conhecida como doença de Pompe. O filme é baseado na história verdadeira de John Crowley e sua esposa, Aileen Crowley, que possuem 3 filhos, 2 dos quais nasceram com a doença. O pesquisador, retratado no filme como Robert Stonehill e que descobriu a enzima para o tratamento da doença de Pompe, é baseado em William Canfield. John Crowley faz uma aparição como um capitalista de risco.
O filme foi filmado em St. Paul, Oregon; Portland, Oregon; Manzanita, Oregon; Beaverton, Oregon; e em Vancouver, Washington.

## Sinopse
John Crowley (Brendan Fraser) - um executivo de publicidade - e sua esposa Aileen (Keri Russell), são um casal de Portland com dois de seus três filhos que sofrem da doença de Pompe, uma anomalia genética que normalmente mata a maioria das crianças antes do décimo aniversário. Na busca por salvar seus filhos doentes (o menino com 6 anos de idade, e a menina com 8), John entra em contato com Robert Stonehill (Harrison Ford), um pesquisador em Nebraska que fez pesquisas inovadoras em biotecnologia para um tratamento enzimático para a doença de Pompe. John e Aileen arrecadam dinheiro para ajudar a pesquisa de Stonehill e os ensaios clínicos necessários. John assume a tarefa em tempo integral para salvar a vida de seus filhos, lançando uma empresa de pesquisa em biotecnologia que trabalha com capitalistas de risco e, em seguida, equipes rivais de pesquisadores. Essa tarefa é muito assustadora para Stonehill, que já trabalha 24 horas por dia. Como o tempo está se esgotando, a explosão de raiva de Stonehill atrapalha a fé da empresa nele, e o lucro pode derrubar as esperanças de John. Os pesquisadores correm contra o tempo para salvar as crianças que têm a doença.

## Elenco
- Brendan Fraser como John Crowley
- Harrison Ford como Dr. Robert Stonehill
- Keri Russell como Aileen Crowley
- Courtney Vance como Marcus Temple
- Meredith Droeger como Megan Crowley
- Diego Velazquez como Patrick Crowley
- Sam M. Hall como John Crowley Jr.
- Patrick Bauchau como Eric Loring
- Jared Harris como Dr. Kent Webber
- Alan Ruck como Pete Sutphen
- David Clennon como Dr. Renzler
- Dee Wallace como Sal
- Ayanna Berkshire como Wendy Temple
- P.J. Byrne como Dr. Preston
- Andrea White como Dr. Allegria
- G.J. Echternkamp como Niles
- Vu Pham como Vinh Tran
- Derek Webster como Cal Dunning
- John Crowley como um capitalista de risco.

## Recepção
No site agregador de críticas Rotten Tomatoes, 28% das 137 resenhas dos críticos são positivas. O consenso diz: "Apesar de um tema oportuno e um par de pontos pesados (...) nunca parece mais do que um dramalhão feito para a TV"m